# Jean-Gabriel Domergue

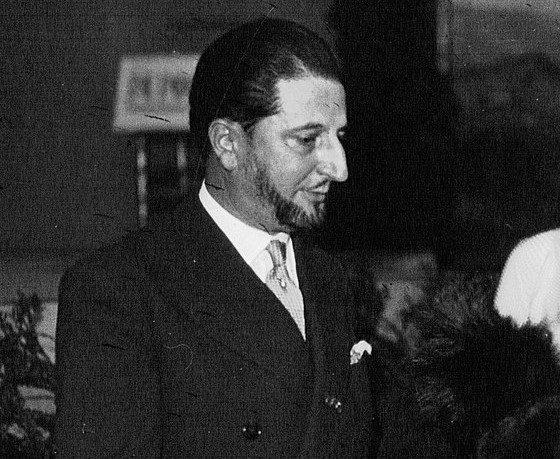
Jean-Gabriel Domergue (1933)

Jean-Gabriel Domergue (* 4. März 1889 in Bordeaux; † 16. November 1962 in Paris) war ein französischer Maler und Plakatkünstler.

## Leben
Jean-Gabriel Domergue war Schüler am Gymnasium in Bordeaux und in Paris am Lycée Rollin, er zeichnete leidenschaftlich gerne. Anschließend erhielt er eine Ausbildung an der  École nationale supérieure des beaux-arts in Paris. 1911 war er Gewinner des Prix de Rome. Der Maler Giovanni Boldini war seine reale Inspiration. In den 1920er Jahren konzentrierte er sich auf Porträts und behauptete, der „Erfinder des Pin-up“ zu sein. Er entwarf auch Kleider für den Modedesigner Paul Poiret. 1938 führte er für das Parfüm Féerie von Rigaud ein Werbeplakat aus, auf dem eine junge Frau nackt für das Produkt posiert.
1936 und 1938 war er Mitglied der Jury für die Wahl zur Miss France. 1939 schuf er das Plakat der ersten Internationalen Filmfestspiele von Cannes; diese wurden wegen der allgemeinen Mobilmachung abgebrochen. 1950 wurde er zum Mitglied der Académie des Beaux-Arts gewählt. Von 1955 bis 1962 war er Kurator des Musée Jacquemart-André in Paris; hier organisierte er Ausstellungen zu den Werken von Van Gogh (1960), Toulouse-Lautrec und Goya.
Er lebte mit seiner Frau, der Bildhauerin Odette Maugendre-Villers (1884–1973), im Villenviertel „La Californie“ von Cannes. Er war bekannt für seine zahlreichen Partys und Feste. Seine 1929 im toskanischen Stil erbaute „Villa Domergue“ in Cannes wurde nach seinem Tod zum historischen Bauwerk erklärt und steht heute zur Besichtigung frei. In Paris bewohnte Domerque ein Appartement in der Avenue d’Iéna.
Er starb am 16. November 1962 auf einem Gehweg in Paris nach einem Herzanfall. Im Jahr 2000 wurde er mit seiner Frau (sie starb 1973) in einem Mausoleum in etruskischem Stil beigesetzt, das zu diesem Zweck im Garten der Villa Domerque errichtet wurde.
Zu Beginn seiner Karriere begann er als Landschaftsmaler, schnell wurde er zum Maler der nackten und halbnackten, einer schelmischen Koketterie, die seinen künstlerischen Ruf begründete und mit der er durch seine reiche Käuferschaft selbst vermögend wurde. Bekannt für seine Silhouetten mit langem Schwanenhals, widmete Domergue seine Malkunst dem Bild der sinnlichen Französin, verspielt und kokett.
Er war der Bruder des Journalisten und Kunstkritikers René Domergue (1892–1988) und Cousin von Henri de Toulouse-Lautrec.

## Ehrungen
- 1913 Prix de Rome
- 13. Juli 1933 Ritter der Ehrenlegion
- 1950 Mitglied der Académie des Beaux-Arts (Fauteuil 14)
- 22. Oktober 1952 Offizier der Ehrenlegion

## Werke
- Porträt René Domergue, 1916[8]
- Porträt Josephine Baker, 1940
- Porträt Nadine de Rothschild